# Folke Schiött

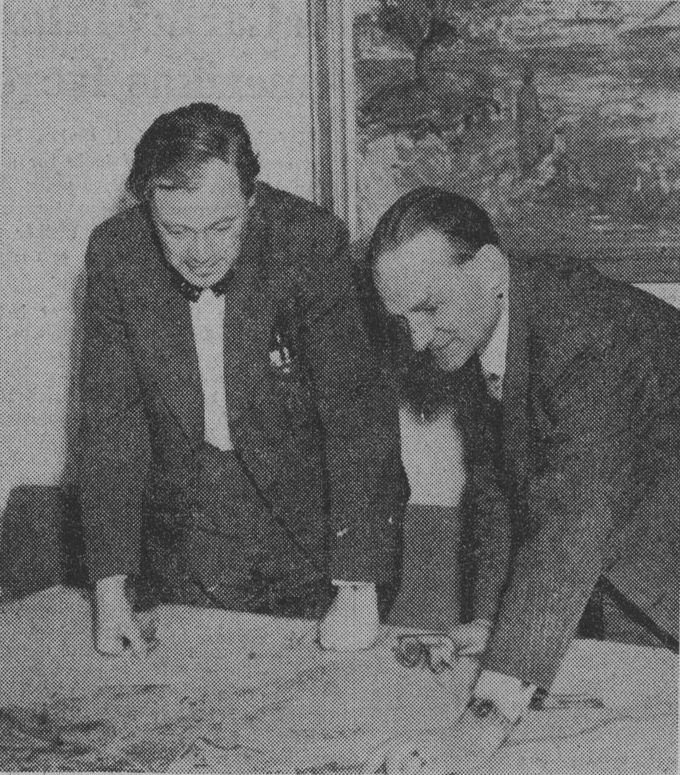
Stadsarkitekt Per Bohlin och byggnadschefen Folke Schiött studerar planen på ny rikshuvudväg genom Västerås.

Folke Gudmund Schiött, född 16 februari 1900 i Helsingborgs stadsförsamling, död 8 juni 1984 i Västerås domkyrkoförsamling, var en svensk ingenjör. Han var son till Emil Schiött. 
Efter studentexamen 1918 utexaminerades Schiött från Kungliga Tekniska högskolan i Stockholm 1923. Han blev ingenjör vid stadsingenjörskontoret i Lund 1924, stadsingenjör i Sundbybergs stad 1929, i Västerås 1935, byggnadschef där 1940 och gatuchef 1961. Schiött är begraven på Hovdestalunds kyrkogård.